# Liste de films tournés dans le département de l'Aisne
Plusieurs œuvres cinématographiques et télévisuelles ont été tournées dans le département de l'Aisne.
Cette liste présente des films, des téléfilms, des feuilletons télévisés, et des films documentaires tournés dans le département de l'Aisne, classés par commune et lieu de tournage et date de diffusion.
- Haut – A
- B
- C
- D
- E
- F
- G
- H
- I
- J
- K
- L
- M
- N
- O
- P
- Q
- R
- S
- T
- U
- V
- W
- X
- Y
- Z

## B
- Braye
  - 1932 : Vampyr, ou l'étrange aventure de David Gray de Carl Theodor Dreyer[1]
  - 1969 : Appelez-moi Mathilde de Pierre Mondy[1]

- Bruyères-et-Montbérault
  - 2000 : La Dette (téléfilm) de Fabrice Cazeneuve

- Bucy-le-Long
  - 1958 : Les Grandes Familles de Denys de La Patellière
  - 1977 : Le Gang de  Jacques Deray

## C
- Château-Thierry
  - 1990 : Tatie Danielle d'Étienne Chatiliez

- Chavignon
  - 1960 : Le Baron de l'écluse de Jean Delannoy

- Coucy-les-Eppes
  - 1970 : Le Dernier Saut d'Édouard Luntz

- Crouttes-sur-Marne
  - 1996 : Bernie de Albert Dupontel

## D
- Dommiers
  - 1977 : Le Gang de  Jacques Deray

## F
- Fresnoy-le-Grand
  - 1969 : Le Cerveau de Gérard Oury

## G
- Guise
  - 1976 : L'Aile ou la Cuisse de Claude Zidi[2]
  - 2008 : Louise-Michel de  Gustave de Kervern et Benoît Delépine

## H
- Hirson
  - 2010 : Rien à déclarer de  Dany Boon (poste de douane d'Hirson-Forêt)

## L
- La Ferté-Milon
  - 1998 : Les Couloirs du temps : Les Visiteurs 2 de  Jean-Marie Poiré (Intermarché)

- La Malmaison
  - 1979 : Le Toubib de  Pierre Granier-Deferre

- Laon
  - 2000 : La Dette (téléfilm) de Fabrice Cazeneuve
  - 2025 : Phantom Manor – The Bride's song[3] de Johan Souply

## M
- Mézières-sur-Oise
  - 2004 : Vipère au poing de Philippe de Broca

## R
- Ribemont
  - 2004 : Un long dimanche de fiançailles de  Jean-Pierre Jeunet[4]

## S
- Saconin-et-Breuil
  - 1977 : Le Gang de Jacques Deray

- Sainte-Croix

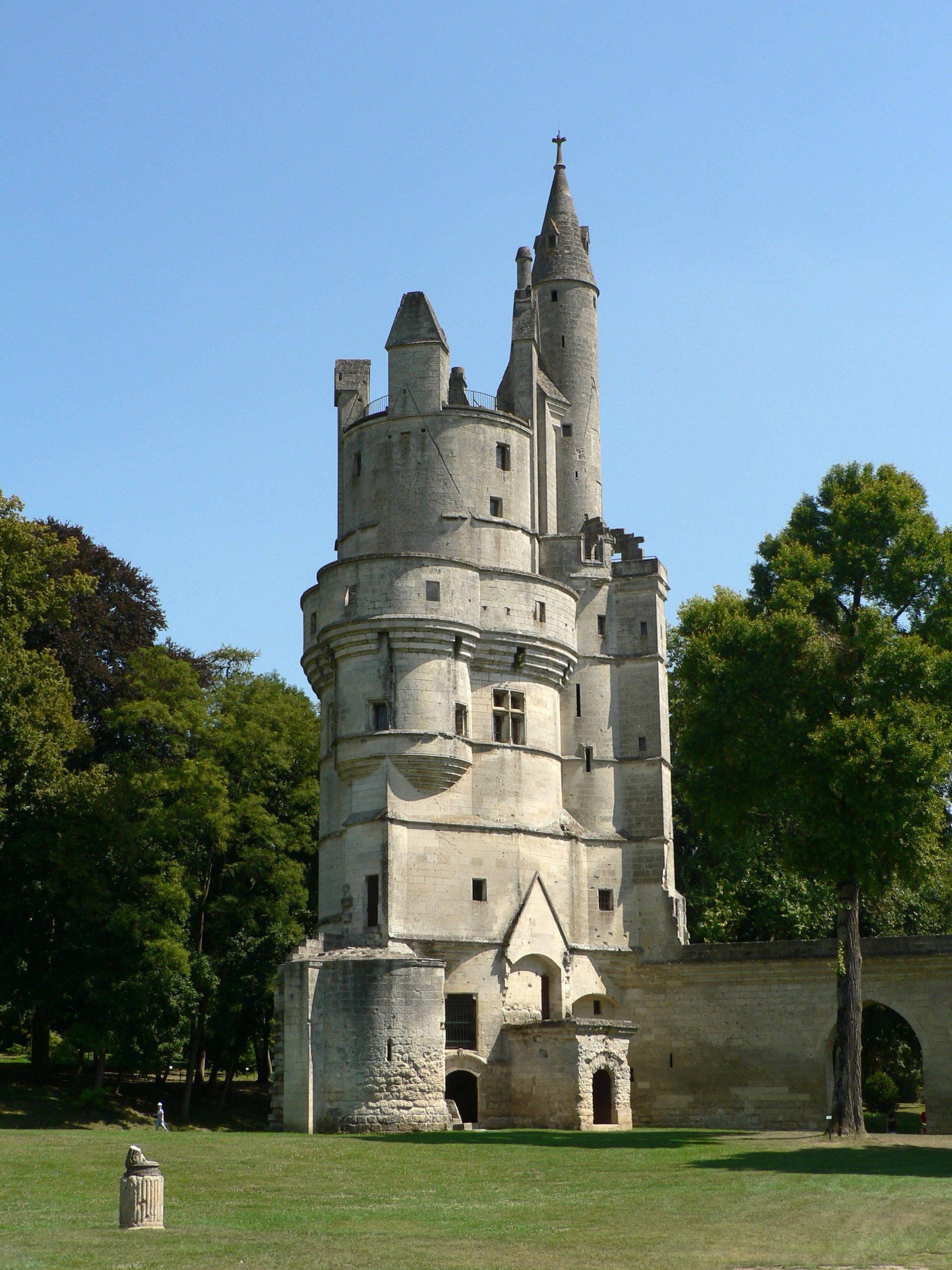
Donjon de Septmonts, lieu de tournage de Le Frisson des vampires.

  - 1998 : Le Bimillionnaire (téléfilm) de Michaël Perrotta

- Saint-Quentin
  - 1973 : Moi y'en a vouloir des sous de Jean Yanne
  - 1994 : La Reine Margot de  Patrice Chéreau
  - 2000 : La Taule d'Alain Robak
  - 2001 : Inch'Allah dimanche de Yamina Benguigui
  - 2004 : Vipère au poing de Philippe de Broca
  - 2008 : Louise Michel de Gustave de Kervern et Benoît Delépine

- Septmonts
  - 1971 : Le Frisson des vampires de Jean Rollin[5]

- Sissonne
  - 1979 : Le Toubib de Pierre Granier-Deferre[6]

2019 "De Gaulle" camp de Sissonne
2021 "La guerre des lulus" camp de Sissonne
- Soissons
  - 1977 : Le Gang de Jacques Deray[7]
  - 1987 : Quotidien à la une de Bernard Laboureau

## V
- Villeneuve-sur-Fère
  - 1988 : Camille Claudel de  Bruno Nuytten

- Viry-Noureuil
  - 2000 : Les Glaneurs et la Glaneuse de Agnès Varda[8]